# Argostemma siamense
Argostemma siamense är en måreväxtart som beskrevs av Christian Puff. Argostemma siamense ingår i släktet Argostemma och familjen måreväxter. Inga underarter finns listade i Catalogue of Life.